# Argyrophylax trisetosa
Argyrophylax trisetosa är en tvåvingeart som beskrevs av Charles Howard Curran 1928. Argyrophylax trisetosa ingår i släktet Argyrophylax och familjen parasitflugor.
Artens utbredningsområde är Jamaica. Inga underarter finns listade i Catalogue of Life.